# Place Salvador-Allende
La place Salvador-Allende (appelée place de Santiago-du-Chili jusqu’au 11 septembre 2003) est une place du 7e arrondissement de Paris.

## Situation et accès
La place est située à l’intersection du boulevard de La Tour-Maubourg, de l'avenue de La Motte-Picquet et de la rue de Grenelle.

## Origine du nom
Cette place rend hommage à Salvador Allende (1908-1973), médecin et président de la République du Chili.

## Historique
La place portait à l’origine le nom de Santiago du Chili, la capitale du Chili. Elle doit son nom à l'ambassade du Chili en France, située à proximité.
En 2003, en dépit de l’opposition des riverains et de l'avis négatif du conseil d’arrondissement présidé par Michel Dumont, le maire du 7e arrondissement, la place inaugurée sous Napoléon III est rebaptisée « place Salvador-Allende » par le maire de Paris Bertrand Delanoë, en présence de Jacques Chonchol, ancien ministre de l’Agriculture du président chilien.
Le square Santiago-du-Chili, situé en face de la place, de l'autre côté de l'avenue de la Motte-Picquet (à ne pas confondre avec l'espace vert situé au centre de la place), et inauguré en 1865, a néanmoins conservé son nom. Les espaces verts n’ont pas le statut de voie publique, ce qui doit expliquer que l’on s’écarte de la forme attendue « square de Santiago-du-Chili » avec une préposition (« de ») comme pour l’ancien nom de la place.

## Bâtiments remarquables et lieux de mémoire

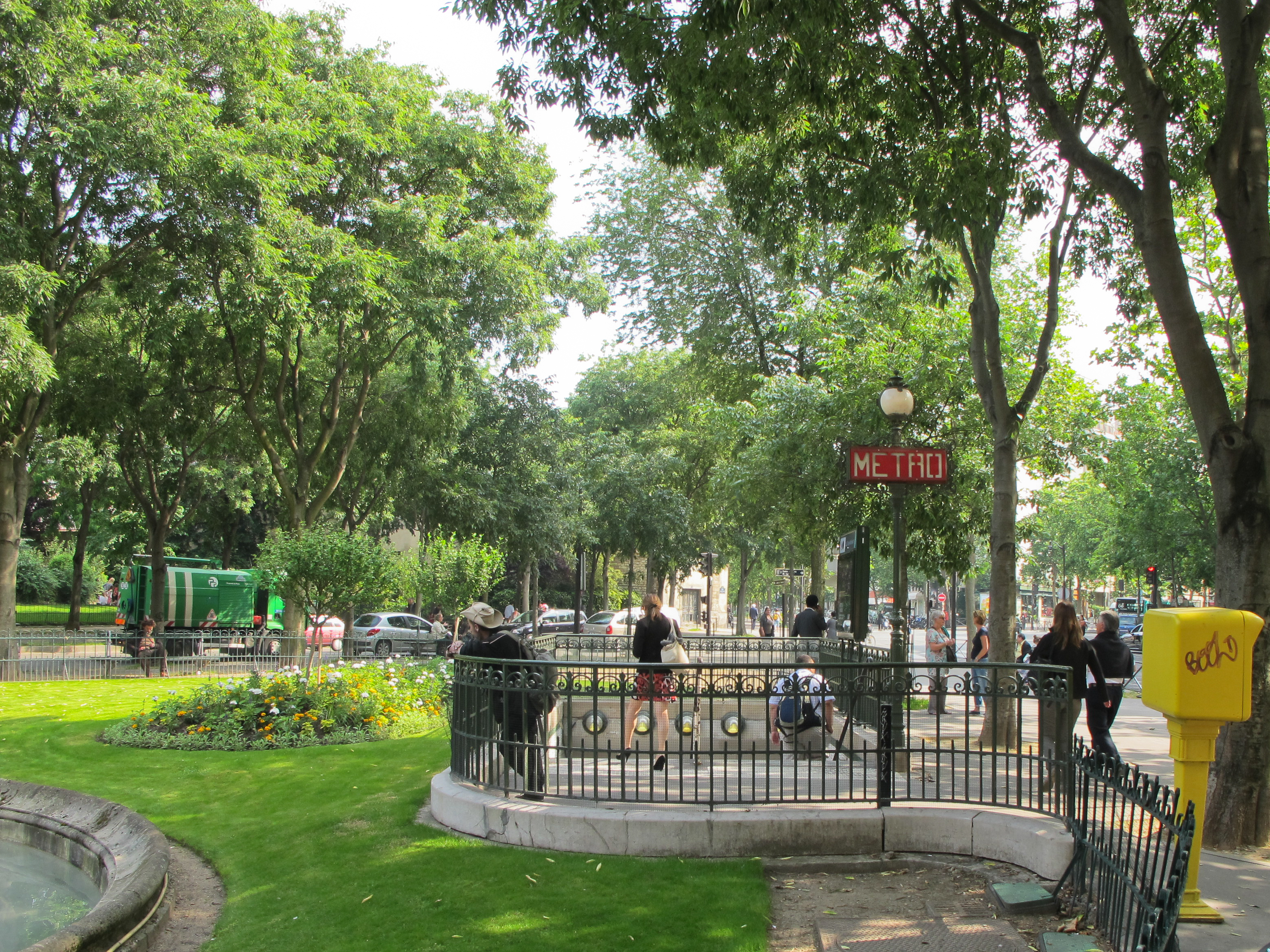
Bouche du métro La Tour-Maubourg.
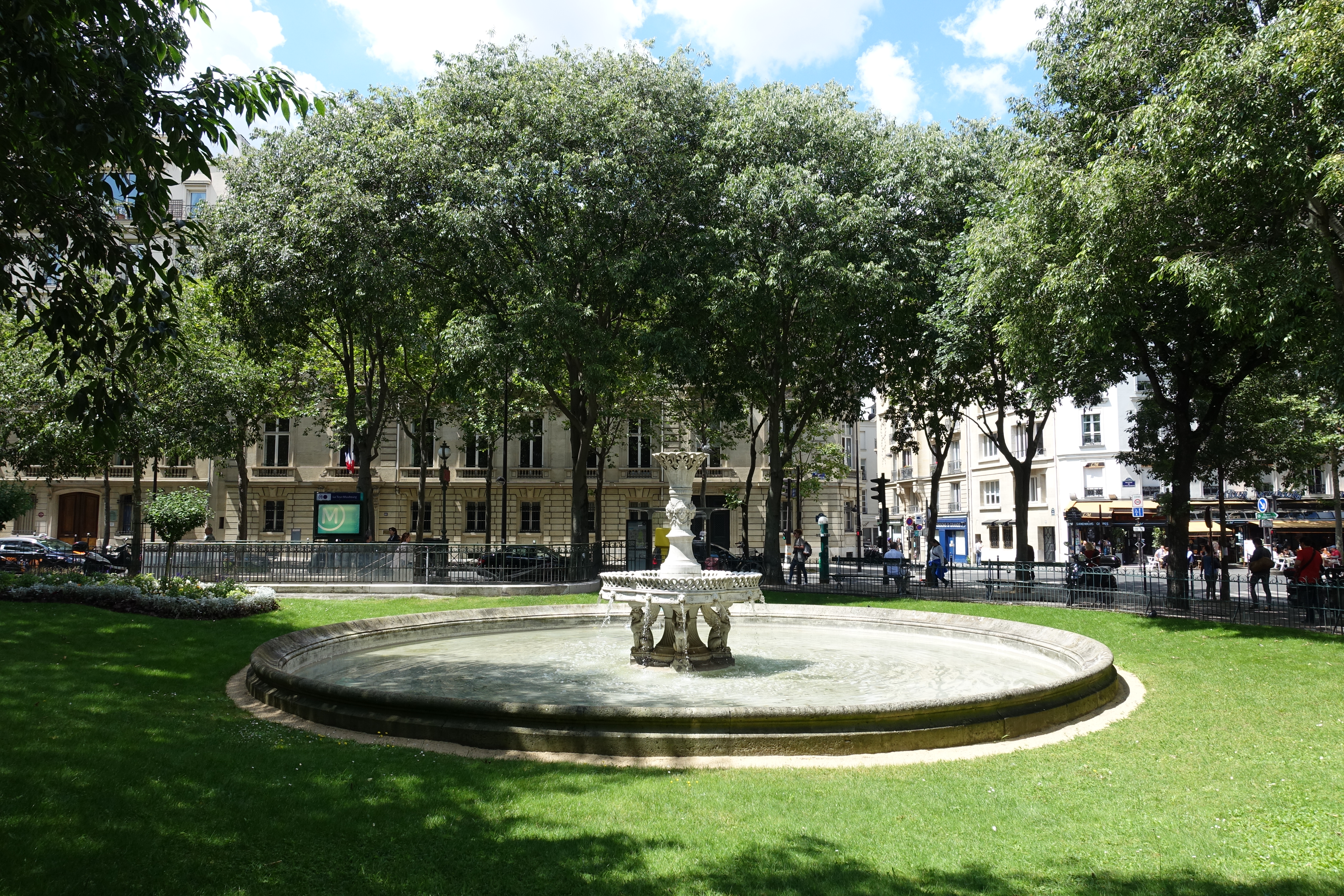
Fontaine.
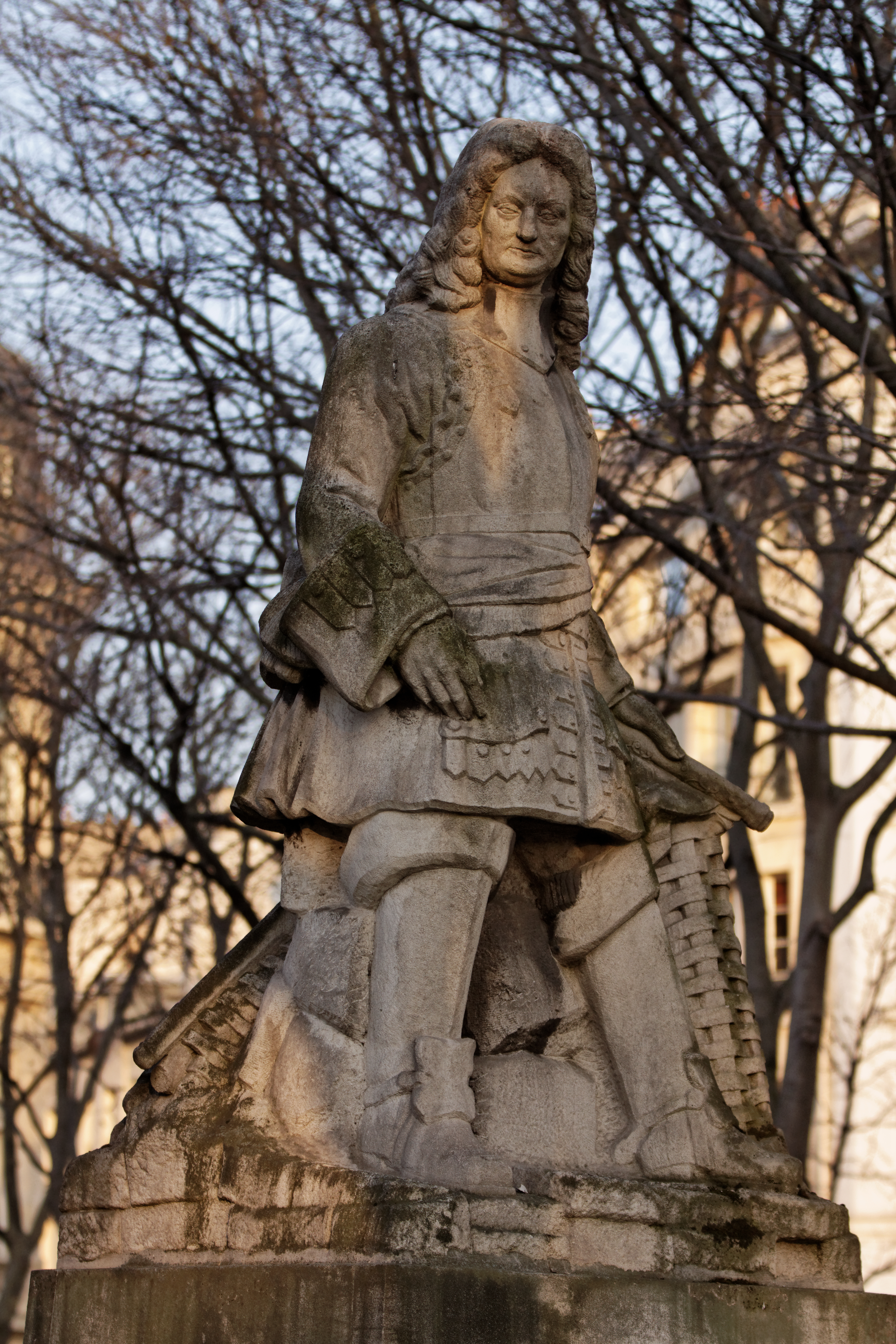
Statue de Vauban.

Depuis 1902, la place accueille une fontaine de marbre blanc créée par l'architecte Gabriel Davioud en 1864 et sculptée par Théophile Murguet. Elle provient à l'origine de la place de la Madeleine, son pendant se trouvant pour sa part place François-Ier.
La statue en pierre de Vauban est l'œuvre d'Henri Bouchard.